# 板齒鼠血蜱
板齒鼠血蜱（学名：Haemaphysalis bandicota）为硬蜱科血蜱屬下的一个种。